# Chrystus i jawnogrzesznica (obraz Henryka Siemiradzkiego)
Chrystus i jawnogrzesznica. Pierwsze spotkanie Chrystusa z Marią Magdaleną – obraz olejny polskiego malarza akademickiego Henryka Siemiradzkiego z 1873 roku.
Prace nad obrazem rozpoczęte zostały w 1872 roku. Temat został zaczerpnięty z biblijnej opowieści o kobiecie cudzołożnej (J 8,1-11), choć bezpośrednią inspiracją dla Siemiradzkiego był utwór Aleksieja Tołstoja Cudzołożnica z 1858 roku. Obraz został zaprezentowany na wystawie światowej w Wiedniu w 1873 roku, gdzie wystawiono go w dziale sztuki rosyjskiej. Płótno zakupił car Aleksander III i stanowi obecnie ono część zbiorów Muzeum Rosyjskiego w Petersburgu.
Obraz przedstawia scenę, w której idący drogą wraz ze swoimi uczniami Chrystus napotyka cudzołożnicę, w tradycji chrześcijańskiej utożsamianą z Marią Magdaleną. Kobieta jest wsparta o kamienny kloc, a u jej stop leży przewrócony puchar z winem; otaczają ją ludzie siedzący na stopniach bliżej niezidentyfikowanego budynku z kolumnami. W środku obrazu znajduje się drzewo, którego cień posłużył artyście do oddania efektów świetlnych. Scena została zawieszona w momencie, w którym Jezus i kobieta zwracają spojrzenia ku sobie. Józef Dużyk opisując obraz przytoczył fragment wiersza Wacława Szymanowskiego:

Chrystus spojrzał na nią
Ona zadrżała jakby liść
Złamana grozą, wstydem blada
Z ręki bezwładnej jej wypada
Czara złocista

Uwieczniony na obrazie krajobraz to najprawdopodobniej okolice Rzymu, którymi zachwycał się Siemiradzki. Krytyka była zachwycona obrazem, doceniając precyzyjne oddanie detali przyrodniczych i świetlnych. Jak pisał rosyjski krytyk Władimir Stasow:

Obraz jest po prostu zalany światłem i słońcem.

Ganiono jednak charakterystyczny dla obrazów Siemiradzkiego brak głębi psychologicznej postaci, a Stasow po zachwytach nad formą stwierdził, że obraz jest pusty pod względem treściowym.